# Rotruda
Rotruda (ur. 775, zm. 6 czerwca 810 w Chelles) – córka Karola Wielkiego i jego żony Hildegardy.

## Życiorys
Wychowywana na dworze ojca uczyła się w pałacowej szkole w Akwizgranie pod okiem Alkuina. W wieku sześciu lat została zaręczona z Konstantynem VI, cesarzem bizantyjskim, którego matka Irena rządziła jako regentka. Grecy nazwali ją Erythro i greckiego uczył ją mnich Elizeusz. W 786 roku został zerwany sojusz bizantyjsko – frankijski, co skutkowało zerwaniem zaręczyn w 788 roku. 
Po powrocie na dwór ojca Rotruda, zostaje kochanką Roryka z Rennes – hrabiego Maine, z którym ma syna Ludwika z Rennes urodzonego w 800 roku. Nigdy nie wyszła za mąż. W późniejszym okresie życia została zakonnicą i wstąpiła do klasztoru w Chelles, gdzie ksienią była jej ciotka Gizela.